# Soazza
Soazza (německy zastarale Sowaz nebo Zauatz) je obec ve švýcarském kantonu Graubünden, okresu Moesa. Nachází se v údolí řeky Moesa, asi 59 kilometrů jihozápadně od kantonálního hlavního města Churu, v nadmořské výšce 620 metrů. Žije zde 319 obyvatel.

## Geografie

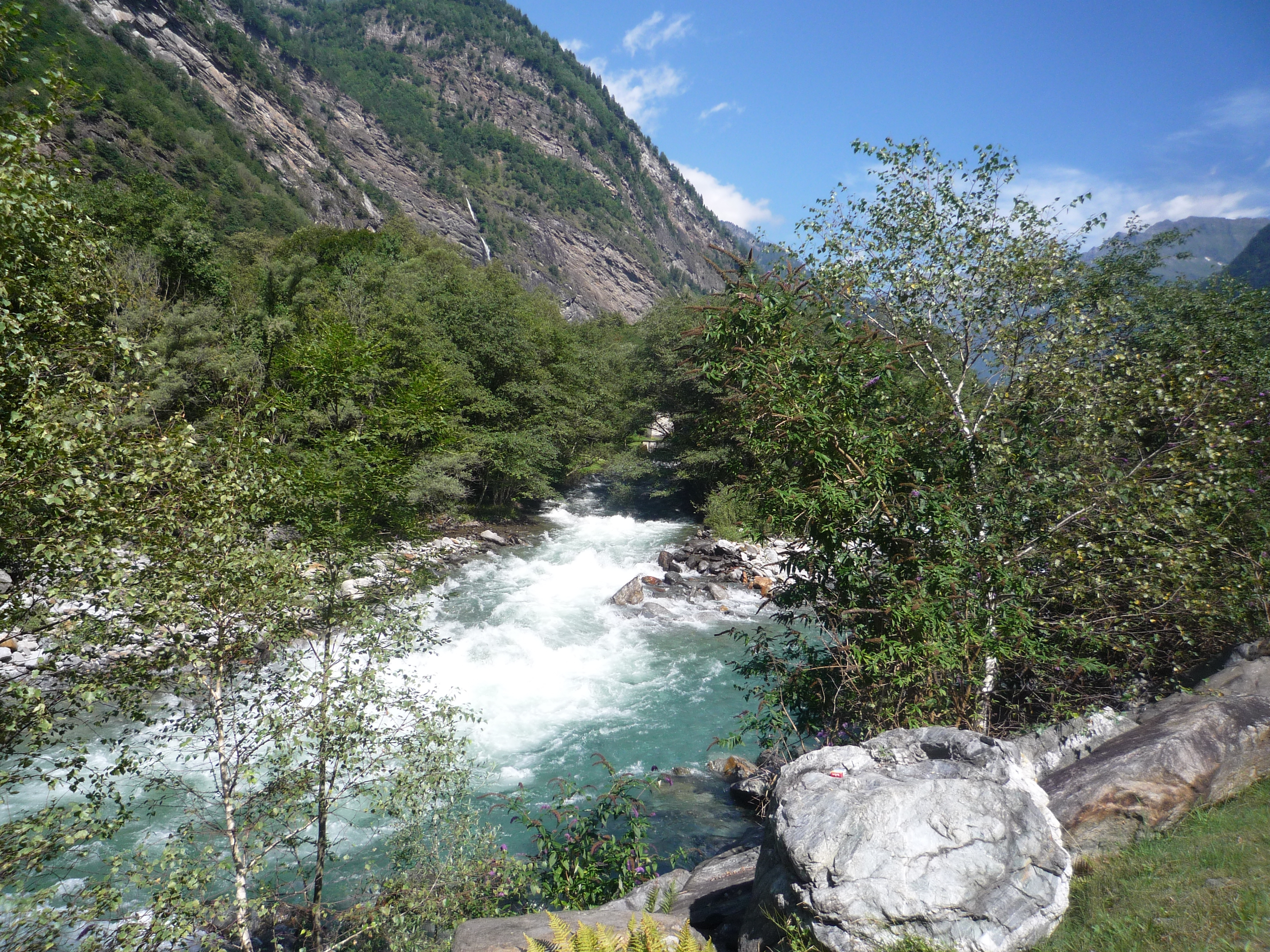
Údolí řeky Moesa nedaleko Soazzy

Obec Soazza leží na zbytcích ledovcového příkrovu zničeného řekou Moesa na hranici mezi horní a dolní částí údolí Val Mesolcina. Západní hranici tvoří pohoří, které odděluje Mesolcinu od údolí Calanca. Na východě se rozlehlá obec táhne až k hranicím s Itálií. Tato východní část obce je s výjimkou vesnice Druna na levé straně údolí Mesolcina málo osídlená. Z celkové rozlohy obce přes 46 km² je téměř 25 km², přesněji 2490 ha, pokryto lesy a lesními porosty. Dalších 1746 ha tvoří neproduktivní půda (většinou hory). Ačkoli je zde 333 ha orné půdy, 286 ha z ní tvoří vysokohorské farmy. Zbývajících 68 ha tvoří zastavěná plocha.
Sousedními obcemi jsou Mesocco, Rossa, Calanca a Lostallo v kantonu Graubünden a San Giacomo Filippo v Itálii.

## Historie
První zmínka o obci pochází z roku 1203 pod názvem Soaza. Obec se osamostatnila již v roce 1359, ale dlouho církevně spadala pod kolegium (Collegiata) v San Vittore; ještě v roce 1626 jí musela odvádět desátky. Farní kostel sv. Martina byl postaven v roce 1219, rozšířen v letech 1626–39 a obnoven v roce 1957. Ze Soazzy vede přes řeku Forcola do Chiavenny stezka pro muly, která bývala hojně využívaná a zvyšovala dopravní ruch. Až do začátku 19. století se po ní přepravovala sůl, hedvábí a textilní výrobky. Hospic postavený nad vesnicí v první polovině 16. století sloužil v letech 1636–1922 jako sídlo kapucínů a je vyzdoben freskami Francesca Antonia Giorgioliho. Po staletí bylo hlavním zdrojem příjmů zemědělství a pastevectví, které se zde stále provozuje. Nedostatek obživy si vynutil značnou emigraci kominíků, sklářů a malířů bytů a rozvoj nových zdrojů obživy, například zpracování lávového kamene.

## Obyvatelstvo
| Rok            | 1650 | 1802 | 1850 | 1900 | 1950 | 2000 | 2004 | 2010 | 2011 | 2012 | 2015 | 2020 |
| Počet obyvatel | 427  | 311  | 315  | 339  | 348  | 359  | 374  | 351  | 353  | 352  | 347  | 324  |

Údolí Moesa je jednou z italsky mluvících oblastí kantonu Graubünden. Převážná většina obyvatel obce tak hovoří italsky.

## Doprava

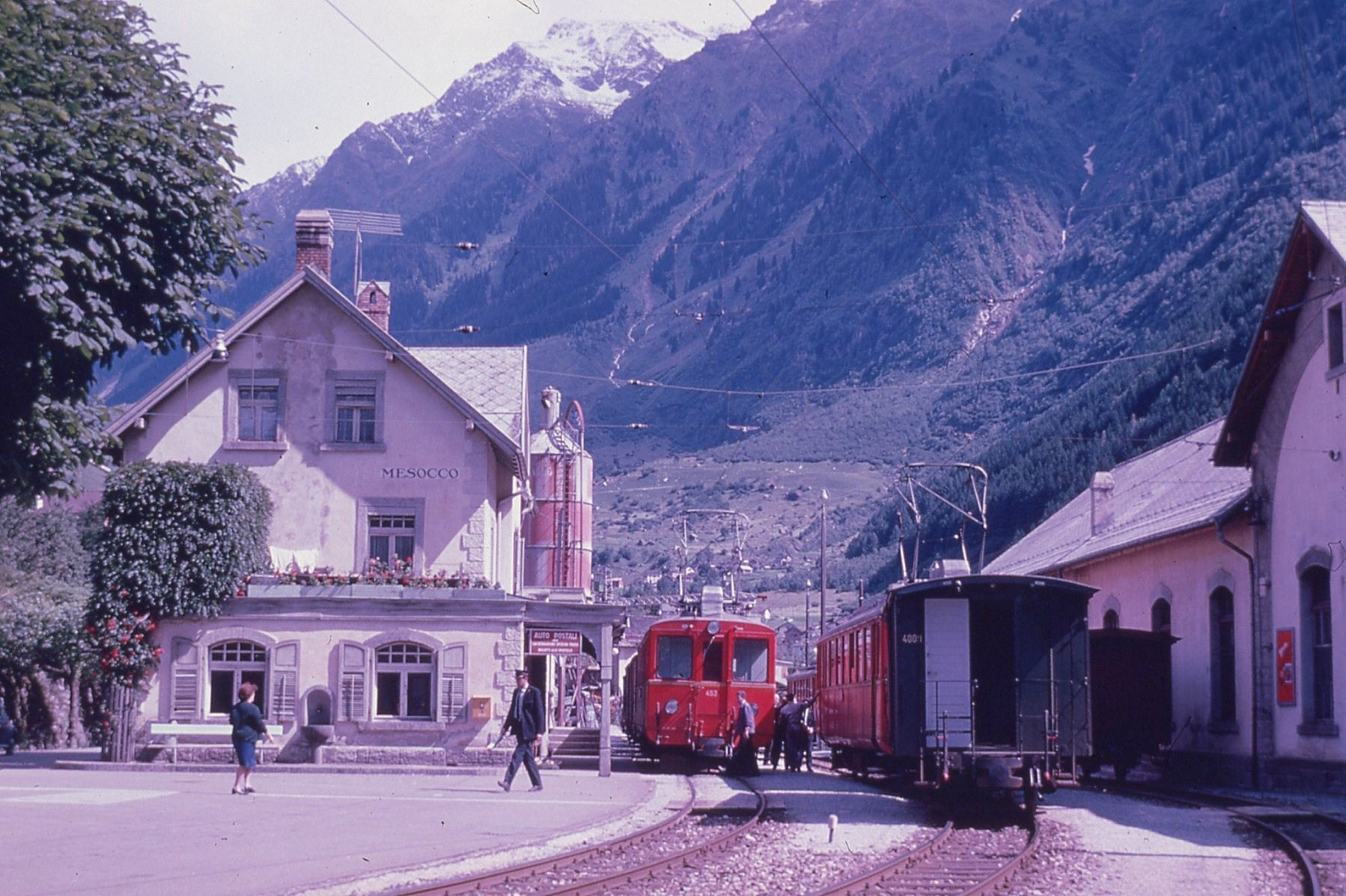
Vlak ve stanici Mesocco na snímku z roku 1969

Soazza leží vedle kantonální hlavní silnice č. 13. Východně od obce vede také dálnice A13 v trase St. Margrethen – Chur – Bellinzona. 
Železniční spojení do obce zajišťovala železniční trať z Bellinzony do Mesocca, otevřená roku 1907. Pro malý zájem cestujících byla na trati v květnu 1972 ukončena osobní doprava a zcela zrušen úsek mezi Bellinzonou a stanicí Castione-Arbedo. V roce 1978 horní úsek trati poničila silná bouře a i nákladní doprava byla následně zcela zastavena. Na zbylém úseku Castione-Arbedo – Cama probíhal až do roku 2013 muzejní turistický provoz; od roku 2013 je trať zcela bez provozu a čeká na další osud.